# Cecilia Bartoli
Cecilia Bartoli (Róma, 1966. június 4.–) olasz opera-énekesnő, mezzoszoprán, szoprán. Napjaink egyik legismertebb énekeseként Mozart és Rossini operáiban nyújtja legemlékezetesebb alakításait, de a barokk és más klasszikus zenei hangversenyei is híresek. Kiváló színészi képességekkel rendelkezik, hangja rendkívül virtuóz, mozgékony, a díszítéseket páratlanul szépen énekli, emiatt tulajdonképpen koloratur-mezzoszoprán énekesként tartják számon.

## Életpályája
Cecilia Bartoli szülei mindketten énekesek voltak (Silvana Bazzoni és Pietro Angelo Bartoli), tőlük kapta zenei indíttatását és első leckéit. Hárman voltak testvérek. Apjuk elhagyta őket és Riminiben folytatta pályáját, mérsékelt sikerrel. Cecilia első nyilvános fellépése kilencéves korában volt, Puccini Toscájában a pásztorfiú szerepét énekelte. Zenei tanulmányait a római Santa Cecilia Konzervatóriumban végezte. Édesanyja rengeteget segített neki karrierje építésében.
A legtöbb operaénekessel ellentétben Bartoli korán, már a húszas évei elején kitűnt képességeivel, ami igazán szokatlan egy olyan pályán, ahol a 30. életév után kezdenek beérni az énekesek. Operaénekesi bemutatkozása huszonegy évesen, 1987-ben volt a Veronai Arénában. A következő évben Rossini  Sevillai borbélyában énekelte Rosina szerepét a kölni Operában, a Schwetzingeni Fesztivál keretén belül, majd a zürichi Operában. A kritikák elragadtatott hangon méltatták teljesítményét. Nemsokára Herbert von Karajan hívta meg a Salzburgi Fesztiválra, Bach h-moll miséjét adták elő. Ekkoriban figyelt fel rá Daniel Barenboim is, aki látta a francia televízióban egy Maria Callas-emlékműsorban. Ezt követően dolgozott vele és Nikolaus Harnoncourttal is. Főleg Mozart-szerepeket énekelt, mint például Zerlinát a Don Giovanniban és Dorabellát a Così fan tuttéban. Ettől kezdve számíthatjuk nemzetközi karrierje elindulását.
1990-ben Cherubinóként mutatkozott be az Opéra Bastille-ban, Mozart Figaro házasságában, majd a hamburgi Operában Idamantest énekelte Mozart Idomeneójában. Ezt követte a milánói Scala-beli bemutatkozás, Rossini Ory grófja című operájában Isolier-t énekelte. Ettől kezdve a világ vezető Rossini-énekesei között tartják számon.
A világ nagy operaházai sorában a Metropolitan Opera következett: 1996-ban a Così fan tuttéban Despinát énekelte, majd a következő évben Rossini Hamupipőke) című operájában a címszerepre tért vissza (ezt a szerepet 1995-ben már Bolognában is elénekelte, amiről DVD-felvétel is született). A New York-i előadások kapcsán az a pletyka kelt szárnyra, miszerint Bartoli az előadásokon be volt mikrofonozva, hogy hangja jobban betöltse a színház hatalmas terét. Ezt azonban minden érintett végig tagadta. A közönség mindentől függetlenül lelkesen fogadta az előadásokat, és Angelina (Hamupipőke) szerepét a nevével társították.
2000-ben a berlini Deutsche Oper színpadán aratott kirobbanó sikert: a Don Giovanniban ezúttal Donna Elvira szoprán szerepét énekelte. 2001-ben következett a régen várt londoni bemutatkozás: a Covent Gardenben Haydn A filozófus lelke, avagy Orfeusz és Euridiké című operájában Euridiké és Genio szerepét alakította.
Mozart és Rossini operáin kívül a barokk és a korai klasszicista zene szerzőitől is énekelt koncerteken (Gluck, Vivaldi, Haydn, Salieri), amikből hangfelvételek is készültek. 2005 elején Kleopátrát énekelte Händel Julius Caesar Egyiptomban című operájában. A szerep szoprán hangra íródott ugyan, de mezzoszoprán tartományban. Bartoli hangja ekkorra érett be igazán, telített és nagyívű lett, amit néhány kritikus korábban hiányolt. Ma a jobb mezzoszopránok között is a legjobbnak tartják.
2007-ben és 2008-ban rögzített néhány lemezt a korai 19. század olasz romantika és a bel canto alkotásaiból. Különös figyelmet fordított Maria Malibran, korabeli híres mezzoszoprán énekesnő emlékének, akinek születése 200. évfordulója alkalmából adott ki CD-t, Maria címmel. A lemez a Billboard Klasszikus zenei listáján az első helyre jutott, Belgiumban és Hollandiában pedig aranylemez lett.
Cecilia Bartoli összegyűjtötte a Maria Malibrannal kapcsolatos tárgyi emlékeket, relikviákat és dokumentumokat, amelyeket zenei alapítványa keretében egy mozgó múzeumban mutatott be, csaknem minden koncerthelyszínen.
Ugyancsak Maria Malibran emlékére énekelte a címszerepet Halévy Clari című operájában a zürichi operaházban, 2008-ban. Ugyanebben az évben Amina szerepében aratott nagy sikert a Festspielhaus Baden-Baden előadásában Bellini Az alvajáró, majd 2010-ben a Konzerthaus Dortmund rendezésében a Norma címszerepében. Partnere mindkét előadásban Thomas Hengelbrock vezetésével a historikus hangszereken játszó Balthasar Neumann Ensmble volt.

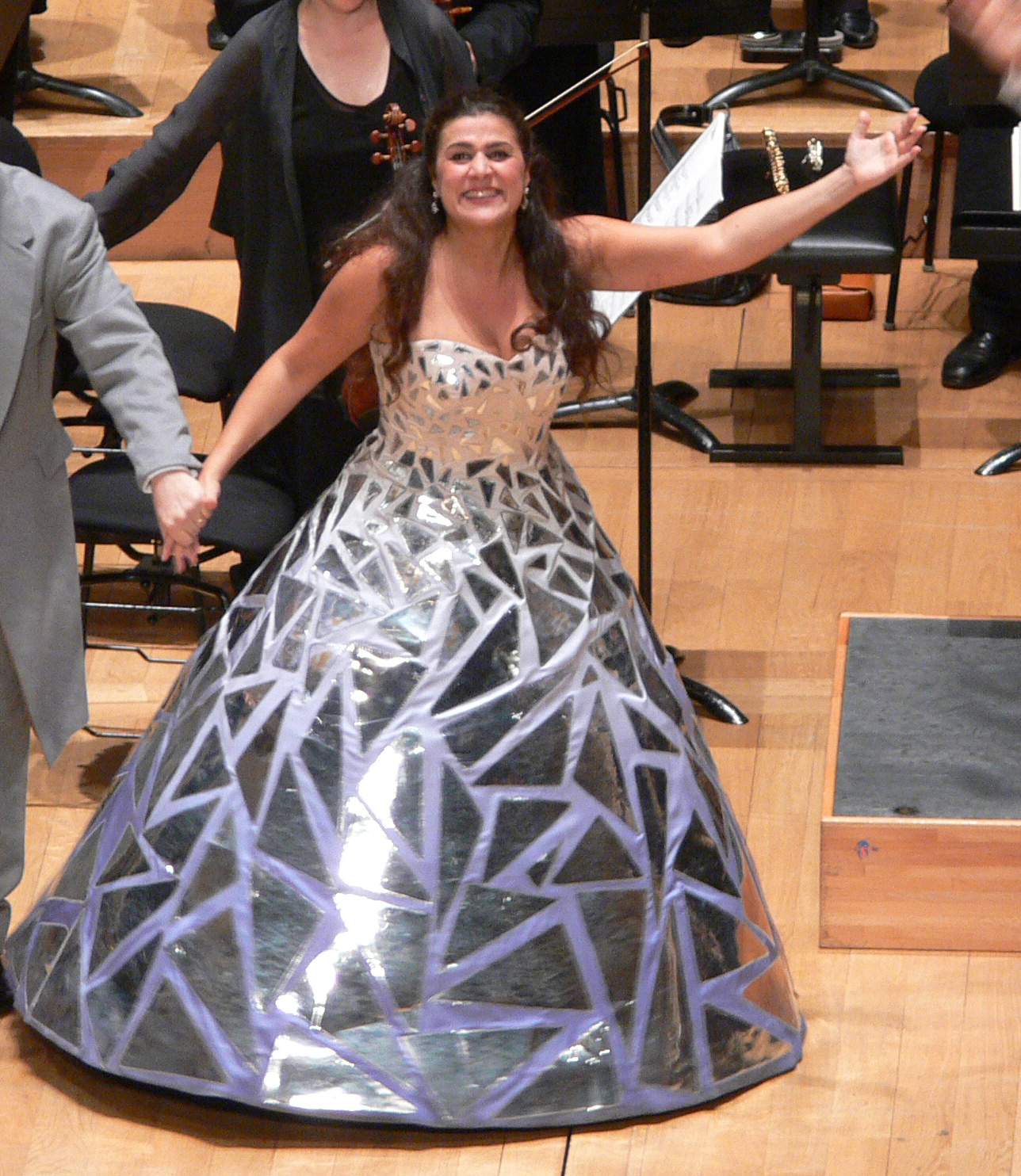
Cecilia Bartoli a párizsi Salle Pleyelben, 2008-ban

További nagysikerű fellépések következtek a zürichi operaházban, két felújított Rossini-opera főszerepében, az Ory grófjában és az Otellóban.
2010-ben Philippe Jaroussky és Andreas Scholl társaságában, William Christie vezénylete mellett aratott nagy sikert Párizsban Händel Julius Caesar Egyiptomban című operájában, Cleopatra szerepében.
Cecilia Bartoli opera- és koncertfellépéseit, zenei kiadványait, életével és művészetével kapcsolatos információkat, és a vele készült fontosabb interjúkat az Opernwelt című magazinban is megtalálhatjuk.
2009-ben témaválasztásával Bartoli visszatért a barokk korba, és a „Sacrificium” című CD kiadásával és az ezt követő hangversenykörúttal a kasztrált énekesek művészetét elevenítette fel. A kiadvány tematikájával pedig megemlékezett a kivételes hírességek (Farinelli) mellett a rengeteg névtelen áldozatról is.
2012-ben Cecilia Bartoli a Salzburgi Ünnepi Játékok művészeti vezetőjeként működött, és „Kleopátra ezer arcá”-nak művészeti megjelenítésével is foglalkozott. Nagy sikerrel énekelte itt is Kleopátra szerepét, de itt az Il Giardino Armonico volt a partnere, Giovanni Antonini vezetésével.
2012-ben jelent meg a „Mission” című CD-kiadványa, amelyben ismét egy rejtélyekkel teli életű és csaknem elfelejtett szerző, Agostino Steffani (1654–1728) nagyszerű zenéjét adja elő – megmentve a feledéstől. A „Mission” hangversenykörút nagy sikerű állomása volt 2012. november 1-jén a bécsi Musikvereinssaalban, ahol az énekesnő partnere az I Barocchisti együttes volt, Diego Fasolis vezetésével.
Cecilia Bartoli számos nagysikerű recitalt adott, ahol a zongorakíséretet többek között Jean-Yves Thibaudet, Schiff András, Sergio Ciomei, Fischer György és Lang Lang adták.
2023-ban – első nőként – a Monte Carlói opera igazgatója lett.

## Díjai

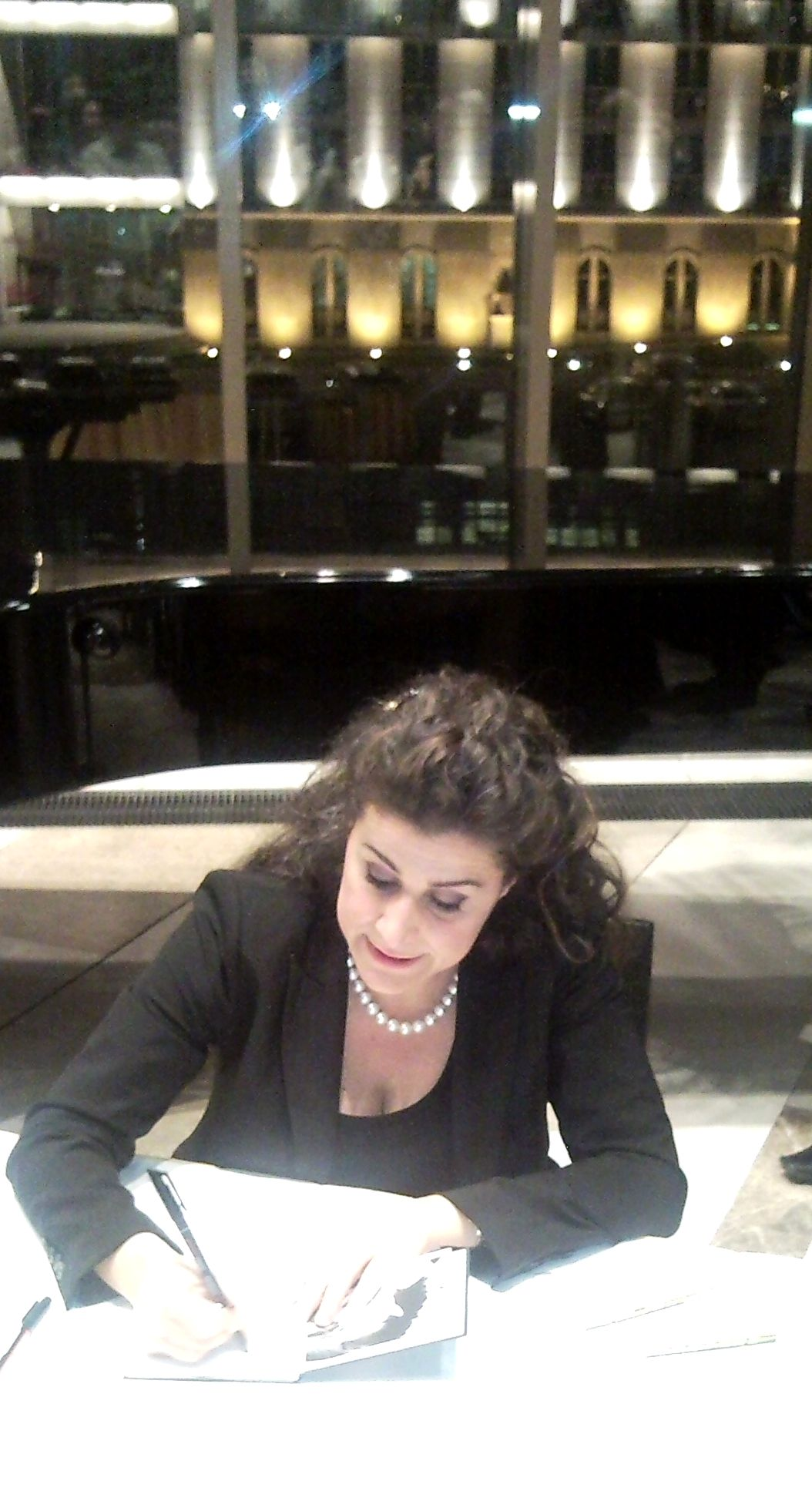
Dedikálás 2009-ben

Cecila Bartoli Best Classical Vocal Performance kategóriában elnyert Grammy-díjai:
- 2010 – Sacrificium,
- 2001 – Gluck Italian Arias,
- 2000 – The Vivaldi Album,
- 1997 – An Italian Songbook,
- 1994 – The Impatient Lover – Italian Songs by Beethoven, Schubert, Mozart.

Tíz német Echo(de) és egy Bambi-díj, két Classic Brit Award(en) és a francia Victoire de la Music birtokosa.

## Kitüntetései, érdemrendjei
- Olaszország: „Cavaliere” & „Accademico effettivo di Santa Cecilia”
- Franciaország: Chevalier des Arts et des Letters és Officier dans l’Ordre du Merit.
- Anglia: Honorary member of Royal Academy of Music.
- Dánia: Léonie Sonning Zenei Díj
- Németország: Herbert von Karajan-díj

## Magyar vonatkozások
- Solti György

1992-ben a mezzoszoprán szólót énekelte Mozart Requiem című művében. A Bécsi Filharmonikusokat és a Bécsi Operaház énekkarát Solti György vezényelte. A felvétel napjainkban DVD-n is hozzáférhető.
- Fischer György

Számos hangversenyen és lemezfelvételen (például Mozart Portraits) a kísérő zenekar vezetője volt.
- Fischer Ádám[17]

| „ | Cecilia Bartolival húsz éve dolgoztunk együtt először, s azóta is szoros munkakapcsolatban állunk. Bartoli különleges énektechnikát és zenei világot birtokol. Forradalmárnak tartom, és titkos vágyam, hogy budapesti fellépésével az itteni zenei ízlést is felforgatja. Cecilia olyan, akár A nürnbergi mesterdalnokok Stolzingi Walterja: újat hoz, amelyen mindenki meglepődik, de végül mindenki leborul előtte. | ” |
|   | |   |

- Schiff András

A kiváló zongoraművésszel, karmesterrel készítettek közös – többek között – Mozart, Beethoven, Schubert albumokat.
„Mit tanult Schiff Andrástól?” – kérdezte Fáy Miklós a MÜPA Magazinjában.
| „ | …ezt az egész repertoárt, magukat a műveket, azok megformálását, a frazeálást, a folyamatosságot, a színezést, mindent | ” |
|   | |   |

Koncertek Budapesten
- Cecilia Bartoli 2009. április 29-én az Operaházban, május 1-jén és 4-én a Művészetek Palotájában adott nagy sikerű hangversenyeket. A dedikáláson minden rajongójával váltott pár szót, és őszinte érdeklődéssel nézett az emberek szemébe.[18]
- 2011. október 11-én is fellépett Budapesten. A nagy sikerű est műsorán, a Sacrificium (Áldozat) című hanghordozójának anyaga szerepelt.[19][20]

## Diszkográfia

### Operák
- Halévy: Clari (2010)
- Bellini: Az alvajáró (2008)
- Paisiello: Nina (2002)
- Mozart: Don Giovanni (2001)
- Händel: Rinaldo (2000)
- Mozart: Mitridate, Pontus királya (1999)
- Haydn: Armida (2000)
- Rossini: A török Itáliában (1998)
- Haydn: A filozófus lelke, avagy Orfeusz és Euridiké (1997)
- Mozart: Titus kegyelme (1995)
- Mozart: Figaro házassága (1994)
- Puccini: Manon Lescaut (1993)
- Rossini: Hamupipőke (1993)
- Mozart: Lucio Silla (1991)
- Rossini: A sevillai borbély (1989)
- Rossini: A selyemlétra (1988)

### Áriák, dalok
- MISSION (2012)
- SOSPIRI (2011)
- Maria (2007)
- Opera Proibita (2005)
- The Salieri Album (2003)
- Gluck Italian Arias (2001)
- Cecilia and Bryn (1999)
- The Vivaldi Album (1999)
- Mozart Portraits (1994)
- Rossini Heroines (1992)
- Mozart Arias (1991)
- Rossini Arias (1989)
- Live in Italy (1998)
- An Italian Songbook (1997)
- Chant D'Amour (1996)
- Italian Songs (1993)
- Arie Antiche (1992)
- Rossini Recital (1990)

### Vallásos művek
- Pergolesi: Stabat Mater, Salve Regina
- Scarlatti: Salve Regina
- Mozart: Requiem (1992)
- Stephanie(1993)

### Kantáták
- Rossini Cantatas Volume 2

### Összeállítások
- Sacrificium (2009)
- The Art of Cecilia Bartoli (2002)
- A Portrait (1995)

## Fordítás
Ez a szócikk részben vagy egészben  a   Cecilia Bartoli című angol Wikipédia-szócikk fordításán alapul.  Az eredeti cikk szerkesztőit annak laptörténete sorolja fel. Ez a jelzés csupán a megfogalmazás eredetét és a szerzői jogokat jelzi, nem szolgál a cikkben szereplő információk forrásmegjelöléseként.